# Paul Robert (prêtre)
Pour les articles homonymes, voir Paul Robert et Robert.
Paul Robert, dit l'abbé Paul Robert, est un prêtre catholique et un homme politique français, né à Remiremont le 21 septembre 1877, et mort à Saint-Dié (Vosges) le 30 août 1958. 
Paul Robert est ordonné prêtre le 20 septembre 1902 par Mgr Foucault à la cathédrale de Saint-Dié, après quelques charges vicariales, en particulier de vicaire de Saint-Dié pendant la période de séparation de l'Église et de l'État. Il est chargé de la gestion des biens de la cathédrale et des œuvres sociales à Saint-Dié. Il obtient une première nomination en 1907 à la cure de Longchamp et Vaudéville, près d'Épinal, et un engagement dans l'armée d'active fin 1914 comme officier barbu affecté au 15° Bataillon de Chasseurs à Pied. Il devient curé de la paroisse de Saint-Michel en 1919 et y exerce sa cura animorum pendant trente-neuf années.
Il est enterré au cimetière de Bréhimont à Saint-Michel le 1er septembre 1958, sans discours, conformément à son ultime demande. Un médaillon a été placé à l'entrée de l'église de Bréhimont par son ami Émile Loos.

## Enfance
Fils d'un armurier romarimontain mort prématurément, Paul Jean Charles Robert fut élevé avec sa grande sœur Marie et son petit frère Louis, qui mourra avant 6 ans, par sa mère qui ouvrit une petite épicerie de quartier, rue des prêtres. L'adolescent orphelin de père fut un familier des jeunes vicaires de Remiremont, et notamment de Joseph Laxenaire, son papa Lax qu'il retrouva comme professeur de philosophie au grand séminaire de Saint-Dié à Richardville.

## La Première Guerre mondiale
Réformé pour myopie, Paul Robert parvient à contracter un engagement pour la durée de la guerre, avec l'accord de la hiérarchie épiscopale. Sous-lieutenant frais émoulu de l'école d'officier accélérée, il est affecté au 15e bataillon de chasseurs à pied avec la fonction d'adjoint au commandant. Il est blessé grièvement à l'épaule à l'Hartmannswillerkopf le 22 décembre 1915. Après trois mois de convalescence à Remiremont, il est présent sur la Somme, puis à Verdun. Son unité prend part à la campagne d'Italie puisqu'elle était devenue alpine après 1916. Le capitaine Robert est avec son bataillon en Belgique lors de l'Armistice.
L'ancien capitaine combattant est nommé chef de bataillon de réserve dans l'entre-deux-guerres.

## Retour à la vie ecclésiastique
Nommé en 1919 à la cure de Saint-Michel, il doit sur impératif de l'évêque Foucault qui ne reconnaît plus son excellent séminariste, raser sa barbe, mais il ne renie ni sa mise ni sa verve, garde sa pipe au bec en marchant, préserve son esprit libre et brouillon, observable jusque dans le fouillis de son bureau rempli de dossiers. Ce marcheur invétéré s'attelle à la tâche de la reconstruction en pierre de son église, dont le lieu central n'est qu'une grange en bois attenante à son presbytère rafistolé, et n'y parvient qu'avec le mécénat actif d'un natif d'Herbaville en 1853, resté vosgien michellois de cœur, Eugène Villaume. Ce charpentier-menuisier expatrié depuis des décennies en Amérique du Nord, avec son frère Joseph créateur d'un entreprise de transformation du bois The Villaume Box and Lumber Company, à Saint-Paul, Minnesota, fit don de dix mille dollars. 
Serviable, attentif et dévoué envers les plus humbles, priant sans cesse pour la concorde entre ses paroissiens et exécrant le mépris social, il montre parfois son caractère tranché et colérique, et sait avec son franc parler s'indigner devant les situations d'injustice flagrante. 
Ce grand marcheur, par ailleurs chasseur en automne, pêcheur, collecteur de grenouilles et d'écrevisses, arpente sa grande paroisse du ban d'Étival et son annexe véprienne sur l'autre rive de Meurthe, cause familièrement avec les personnes rencontrées ou à la tâche. Il marche pour desservir l'église de La Voivre qui lui est confiée ; il marche le plus souvent vers des réunions pastorales ou des réunions amicales intitulées charrettes à Saint-Dié, quitte à prendre le train à la gare de Saint-Michel comme n'importe lequel de ses fidèles lorsqu'il le peut ou le doit, ou à se faire ramener par une voiture conduite par un conducteur amical.
Ce lecteur de saint Augustin, versé dans la patristique latine, attaché au rituel du saint sacrement et au culte mariale, mais volontiers taquin, est aussi rhétoriqueur éloquent, raconteur à l'imagination fertile de farces, de blagues d'anciens combattants ou d'histoires comiques, poète et peintre paysagiste à ses heures. Avec le patronage de sa paroisse, il initie des activités de chant qu'il met à profit au moment du catéchisme et des séances d'expressions artistiques, en particulier du théâtre de marionnettes, du théâtre mimé ou joué, de dessins, de musique.

## Œuvre sociale et politique locale
Homme d'ordre, ancien combattant, capitaine au sortir de la guerre, puis chef de bataillon de réserve, mais d'un abord jovial et sympathique, réellement populaire, le pasteur catholique est préoccupé par la question sociale au sortir de la Première Guerre mondiale. Observateur de l'après-guerre, il constate combien les hommes politiques, soucieux de leurs carrières et de leurs paroles et images publiques, essaient de récupérer le prestige social acquis par d'autres, rivaux potentiels, accomplis le plus souvent par un biais à la fois bénévole et militaire, au cours du conflit ou de se surimposer aux héritages culturels d'avant le conflit. Tout un réseau informel, organisé plus tard au sein de l'arrière-front militaire, est laissé en jachère. Petit à petit, les personnalités politiques s'imposent souvent en autocrates, et pratiquent le musellement des anciens bénévoles de l'aide sociale et de l'investissement culturel de longue haleine, peut-être par dépit de ne pouvoir intervenir sur les orientations et manifestations des puissantes ligues d'associations patriotiques et d'anciens combattants. 
Avec son conseil de fabrique, le curé a le sens de l'accueil : il lutte face au dédain des habitants possessionnés, hantés par l'esprit de clocher et le repli sur leur petit confort privé, il ne cesse de favoriser la croissance de Saint-Michel et de La Voivre, en favorisant toutes les installations de familles réfugiées venues des montagnes amont, familles paysannes victimes des conséquences de la Grande Guerre ou des mutations rurales, ou ouvrières, en mal d'emploi ou en déshérence sociale. Ce protecteur des montagnards vosgiens déshérités, qu'ils soient du département ou d'Alsace, sait employer sa réputation, sans trop puiser dans les reliques des dons généreux des Américains Villaume, pour aider les plus démunis, mais aussi embellir et peupler ses deux villages. Il agit le plus souvent en aristocrate, instaurant la confiance, incitant les déshérités à s'établir et donnant des garanties aux propriétaires qui louent habitats et terres. L'engagement personnel de l'abbé Robert, sa créativité et son originalité insouciante, sont en partie responsables du bon maintien démographique de sa paroisse, bien faiblement touchée par l'exode rural puisque l'essentiel des terres est cultivé.  

### Un dessein politique
Constatant avec perspicacité l'incompétence et l'incurie des organisations mises en place dans l'arrondissement de Saint-Dié en partie sinistré par la Grande Guerre, les faiblesses des hommes responsables, si ce n'est la prévarication de la gent politique, le curé de Saint-Michel est aussi attiré par une carrière politique. 
Il tente l'aventure en 1930, sans aucun encouragement, et avec les entraves officiels de ses supérieurs hiérarchiques. Autant Monseigneur Marmottin était confiant dans le pasteur et applaudissait les initiatives pastorales novatrices de son curé, autant il était stupéfait par son audace politique et la désapprouvait : il fallut l'art habile de diplomate et de médiateur du doyen et recteur de la cathédrale de Saint-Dié, Monseigneur Minod, vieil ami de l'abbé Robert, pour éviter des décisions fâcheuses. L'abbé Robert agissait en totale indépendance, en citoyen libre, n'adhérant à aucun parti, sans étiquette et sans aide d'association officiellement reconnue.
Déjà, en tant qu'ancien combattant, il avait dû batailler contre sa hiérarchie pour assister à une manifestation de commémoration militaire. Sa réponse à l'évêque lui rappelant son devoir de réserve fusa : « si ce n'est le curé, c'est le capitaine qui ira… »[réf. nécessaire]. Et ainsi il put retrouver ses anciens compagnons du front, pour certains devenus Croix-de-Feu.  
Ainsi, laissé à sa liberté civique, le candidat Robert se lance dans les élections législatives de 1932. Le premier magistrat senonais Constant Verlot, d'abord hésitant pour des raisons de santé, se représente, mais il est mis en ballottage face à Paul Elbel. L'abbé Robert, avec un score honorable talonnant les deux premiers protagonistes, se désiste en faveur de celui qu'il connaissait le mieux et entre dans l'univers politique avec une caricature chimérique : l'abbé Robert Verlot, une « sorte de député Verlot en soutane ». Tout le monde connaît désormais un républicain indépendant nommé Paul Robert, même si onze mois plus tard, Constant Verlot meurt le 5 avril 1933 et le poste de député est remporté par Paul Elbel.

### Un élu au conseil général des Vosges
En battant au second tour Paul Bertrand, distingué professeur du collège de Saint-Dié, candidat pourtant soutenu par la presse locale républicaine qu'est la Gazette Vosgienne, de quelque 188 voix, Paul Robert devient le premier prêtre en exercice élu le 14 octobre 1934 pour représenter le canton de Saint-Dié au conseil général des Vosges. Il est aussi alors le seul élu, affichant une fonction de prêtre en exercice, à siéger dans une assemblée de notables vosgiens. Il déclare, serein après une retraite au Carmel de Nancy et ne s'être informé des résultats qu'après avoir dit sa messe du matin, qu'il veut discuter d'idées, et ne point causer querelle aux hommes.
Il siège au conseil général des Vosges de 1934 à 1940, est nommé membre de la commission administrative départementale des Vosges en 1940, puis conseiller départemental en 1943. Il sera inquiété comme responsable politique du régime de Vichy, honni à la Libération par un groupe d'industriels engagés à reconstruire la droite républicaine locale. L'abbé Robert, encore populaire, est un dangereux défenseur d'idées sociales à abattre. Le dénigrement et la calomnie ne trouvent qu'écho dans une population désorientée devant la terre brûlée et les exactions répressives allemandes de novembre 1944.
Le curé de Saint-Michel n'a jamais été germanophile, encore moins collaborateur[réf. nécessaire]. Il a aidé les gens les plus modestes, il a rendu service aux gens qui en avaient besoin.
Il est dénoncé comme collaborateur notoire, arrêté, conduit dans un fort de Toul en décembre 1944. Il doit subir un procès en raison de cette accusation calomnieuse d'un de ses paroissiens, mais il sait se défendre tout seul le jour de son jugement, sans aucun témoin, devant la chambre civique des Vosges le 2 mai 1945.

## Après la vie politique
Mais s'il fut acquitté et libéré, le septuagénaire en sortit moralement touché, et sa santé devint lentement précaire. Il craint une seconde sanction du clergé de son diocèse qui a condamné ou condamne dorénavant son aventure politique. Il semble qu'il doive négocier avec l'évêque outré pour garder sa chère cure de Saint-Michel. Il s'engage fermement à ne plus se représenter et à afficher un profil public le plus discret possible, se soumet à un contrôle normalisé de ses activités pastorales, s'engage à démissionner de sa propre initiative s'il se compromet sur les premiers points ou s'il n'a plus la capacité de gérer sa cure. Le simple curé obtient ainsi un délai de Monseigneur Blanchet, il est vrai qu'il faut entreprendre la réfection du clocher détruit en septembre 1944. Il abandonne la plus grande partie de ses expérimentations, autant ses diverses activités artistiques que sa fameuse catéchèse chantée.
Pour des raisons d'âge et de santé défaillante, il est forcé à la démission en juin 1958 car une lettre de l'évêque de Saint-Dié, résidant dorénavant à Épinal lui est parvenue. Il pleure en lisant la missive de Mgr Brault et prépare ses affaires pour faire place à la jeunesse.  

## De la parole publique de l'abbé Robert
Le prêtre, orateur et tribun politique remarquable, était aussi renommé pour ses prêches en chaire à Saint-Dié et surtout dans son église sommitale de Bréhimont. Il est connu aussi par la tradition orale pour ses bonnes blagues[réf. nécessaire].

## Citations de Paul Robert
- « La politique demeure croupiante, dans des formes vieillottes et des débats stériles. », extrait de sa lettre aux électeurs de 1932[réf. nécessaire].
- « Celui qui aime Dieu, aime aussi son frère. Celui qui n'aime pas son frère, qu'il voit, ne saurait aimer Dieu qu'il ne voit pas. ma foi me fait voir le Christ en tout homme, mon but n'est que d'être utile à chacun, de servir, quelles que soient ses idées… »[réf. nécessaire]

## Titre religieux
- Chapelain de la basilique Jeanne d'Arc de Domrémy en 1932.

## Distinctions
- Chevalier de la Légion d'honneur (6 janvier 1932)
- Croix de guerre 1914–1918